# Marius Goldhammer
Marius Goldhammer (* 1967 in Köln) ist ein deutscher Bassist, Komponist und Dozent.

## Leben

### Werdegang
Goldhammer spielt seit dem zwölften Lebensjahr Bass und ist seit 1988 professionell als Bassist tätig. In den 1990er Jahren stand er zunächst mit zahlreichen Soul-/Funk-Formationen auf der Bühne und spielte mit einer Rock-Coverband. Schließlich war er auch als Songwriter tätig und arbeitete unter anderem mit Patrick Nuo zusammen.
Im Juli 2009 veröffentlichte er sein erstes Album als Solo-Künstler, das den Titel „Goldhammer.“ trägt. Januar 2014 folgte das Album „XYZ“.
Seit 2009 besteht seine Band goldhammer trio, welches außerdem aus Benni Koch (Schlagzeug) und Dirk Schaadt (Keyboard) besteht. Marius Goldhammer ist zudem bei zahlreichen Projekten wie Rüdiger Baldaufs „Trumpet Night“ sowie „Jackson Trip“ und unter anderem mit den Künstlern Edo Zanki, Bonita Niessen Tom Gaebel, Max Mutzke, Stefanie Heinzmann, Joo Kraus, Sasha, Nils Landgren, Peter Maffay, Flo Mega, Gentleman, Höhner und BAP zu hören.
Auch arbeitete er an zahlreichen Werbejingles.
2018, 2019 und 2023 war er mit einer Studioband in der Show Schlag den Star zu sehen, 2019 war er mit dieser Formation außerdem Teil der ProSieben-Sendung 1:30. 2020 war er in der Band der Sendung Teddy gönnt dir! zu sehen.
Goldhammer ist Dozent für E-Bass an der Musikhochschule in Köln sowie an der Musikhochschule in Osnabrück.

### Privates
Goldhammer wuchs in Köln auf und besuchte das Deutzer Gymnasium. Er lebt mit seiner Frau und seinen zwei Söhnen in Bornheim.